# Papoeavliegenvanger
De papoeavliegenvanger (Devioeca papuana synoniem: Microeca papuana) is een zangvogel uit de familie van de Australische vliegenvangers (Petroicidae). Het is een endemische vogelsoort uit Nieuw-Guinea.

## Beschrijving
De papoeavliegenvanger is een kleine vogel (12 cm) die er uitziet en zich gedraagt als een vliegenvanger. De vogel is helder geel op de borst en olijfkleurig van boven en heeft oranjekleurige poten. Jonge vogels zijn vuilgeel tot groenig op de borst.

## Voorkomen en leefgebied
De papoeavliegenvanger komt voor in het hooggebergte van West-Papoea, Papoea (Indonesië) en Papoea-Nieuw-Guinea op een hoogte van 1750 m tot 3500  boven de zeespiegel. Het is een typische bewoner van het nevelwoud.

## Status
De grootte van de populatie is niet gekwantificeerd maar de soort wordt omschreven als schaars tot vrij algemeen. Op de Rode lijst van de IUCN heeft deze soort de status niet bedreigd.